# Hemachatus
Hemachatus – rodzaj jadowitych węży z podrodziny Elapinae w obrębie rodziny zdradnicowatych (Elapidae).

## Rozmieszczenie geograficzne
Rodzaj obejmuje gatunki występujące w Afryce Południowej (Zimbabwe, Eswatini, Lesotho i Południowa Afryka).

## Systematyka
Rodzaj zdefiniował w 1822 roku szkocki przyrodnik, zoolog i geolog John Fleming w publikacji własnego autorstwa zatytułowanej Filozofia zoologii, czyli ogólny przegląd budowy, funkcji i klasyfikacji zwierząt. Gatunkiem typowym jest (oznaczenie monotypowe) H. haemachatus.

### Etymologia
- Sepedon: gr. σηπεδων sēpedōn ‘wąż wywołujący ukąszeniem gnicie’[5]. Gatunek typowy (oznaczenie monotypowe): Coluber haemachates Bonnaterre, 1790.
- Hemachatus: gr. αἱμα haima, αἱματος haimatos ‘krew’[6]; χητος khētos ‘brak, potrzeba’[7].

### Podział systematyczny
Do rodzaju należą następujące gatunki:
- Hemachatus haemachatus (Bonnaterre, 1790)
- Hemachatus nyangensis Reissig, Major, Renk, Barlow, Paijmans, Morris, Hofreiter, Broadley & Wüster, 2023